# Neomphaloidea
Neomphaloidea zijn een superfamilie van weekdieren uit de klasse van de Gastropoda (slakken).

## Families
- Melanodrymiidae Salvini-Plawen & Steiner, 1995
- Neomphalidae McLean, 1981
- Peltospiridae McLean, 1989